# معبد بيت إيل
معبد بيت إيل (بالعبرية: בית הכנסת בית-אל‏) هو كنيس، أي معبد يهودي، في مدينة الدار البيضاء المغربية وهو من أكبر المجامع اليهودية في المغرب. مع أن المدينة تضم أكثر من 30 معبدا يهوديا، إلا أن كنيس بيت إيل يعتبر حجر أساس المجتمع اليهودي الذي ازدهر في الدار البيضاء سابقا. وتجذب نوافذ الزجاج المعشق بأسلوب مارك شاغال والعناصر الفنية الأخرى السياحَ إلى هذا المعبد التاريخي. 
تم ترميمه الكامل عام 1997.